# Грачотти, Санте
Санте Грачотти ( Sante Graciotti; род. 1 декабря 1923 года, Озимо, Италия- 17.10.2021) — итальянский лингвист-славист, историк славянской литературы. Иностранный член НАНУ (1991/1992), АН Польши и Хорватии. Член Национальной академии дей Линчей (Рим). Почетный доктор ряда университетов Польши. Почетный президент Общества А. Мицкевича и Итальянской ассоциации украинских студий. Золотая медаль АН Чешской Республики, премия им. В. Ягича Филологической ассоциации Хорватии и Хорватского славистического комитета. Почетный доктор и Национального университета «Киево-Могилянская академия» (с 2008). Награждён Георгиевской медалью «Честь. Слава. Труд» IV степени.

## Биография
Учился в Миланском католическом университете Святого Сердца при миланском Государственном архиве (1948—1953). Специализировался по современной филологии в Римском университете «Ла Сапьенца». Профессор, заведующий кафедрой славянской филологии Миланского католического университета (1965—1972; основал в нем одну из лучших славистических библиотек Италии) и Римском университете «Ла Сапьенца» (1972—1996).
Под руководством Грачотти департамент славянских студий в Римском университете стал единственным в Италии и Европе центром славистики, где представлены все славянские языки. Сотрудничал с Фондом Дж. Чини (Венеция), в структуре которой был директором Института «Венеция и Восток», ответственным за связи со странами Центрально-Восточной Европы (1963—2002). Один из основателей Итальянской ассоциации славистов (1969—1979 — её президент), вице-президент Международной ассоциации изучения и распространения славянских культур при ЮНЕСКО (1978; президент ее Национального итальянского комитета) и Международного комитета славистов (1979).
С 1970 — главный редактор журнала «Ricerche Slavistiche» (Рим), член редколлегии ряда славистических журналов.
Своей научной и организационной деятельностью Грачотти сделал большой вклад в формирование славистических студий в Италии и Западной Европе в целом. Способствовал интенсивному сотрудничеству и диалогу стран Восточной Европы с Западной. Организатор научных встреч и симпозиумов, результатом которых стали многочисленные издания под редакцией Грачотти при Фонде Дж. Чини.
При кафедре славянской филологии 1977 ввел лекции по украинскому языку, которые начали процесс создания кафедры украинистики (2000). Способствовал организации сотрудничества с НАНУ, в частности проведению итальянско-украинских симпозиумов (Киев, 1994; Венеция, 1999).

## Научные исследования
Грачотти изучал польскую литературу Ренессанса, а также хорватскую, польскую, русскую, чешскую литературы средневековья; в своих студиях ученый охватил все славянские, угорские и румынские литературы. Опираясь на компаративистские исследования, выдвинул концепцию непрерывного культурного взаимосвязи Западной и Восточной Европы, культуры славянства как органической части духовного наследия европейской цивилизации, с особым акцентом на роли религиозных факторов в процессе культурного взаимодействия.
Исследования Грачотти отмечаются масштабным рассмотрением явлений, пунктуальной контекстуализацией и междисциплинарным подходом. Грачотти — один из представителей европейской школы филологии (комплексное изучение языков, литератур, текстов, истории и истории идей народов Европы в компаративистском — межславянском и межевропейском ключе).
На социокультурных и этических проблемах Голода сосредоточен доклад Грачотти на симпозиуме «Смерть земли. Большой Голод в Украине 1932-33 гг.» в Институте исследований общественной и религиозной истории. Виченца: «Аспект геноцида путем голода: духовный геноцид» («Un aspetto del genocidio per fame: il genocidio spirituale» // «La morte della terra. La grande „carestia“ in Ucraina nel 1932-33. Istituto per le Ricerche di Storia Sociale e Religiosa», Roma, 2004).
Важной вехой в развитии украинистики в Италии стал организованный Грачотти симпозиум «Религиозная история Украины», результатом которого стало первое в Европе панорамное исследование истории украинских церквей и сегодняшней ситуации в Украине в сфере религии (доклад «От антилатинизма к полемике против Унии: константы и метаморфозы»: «Dall’antilatinismo alla polemica contro l’unione. Costanti e metamorfosi» // «Storia religiosa dell’Ucraina», Milano, 2007).

## Работы
- L’elemento nazionale popolare e nelle letterature dell’Est europeo tra Illuminismo e Romanticismo: proposta di sintesi // Popolo, nazione e storia nella cultura italiana e ungherese dal 1789 al 1850. Firenze, 1985;
- L’"homo Adriaticus" di ieri e quello di domani // Homo Adriaticus. Identità culturale e autocoscienza attraverso i secoli. Reggio nell’ Emilia, 1998;
- Tibor Klaniczay. In почтения // Italia e Ungheria dagli anni Trenta agli anni Ottanta. Budapest, 1998;
- Le due Slavie: problemi di terminologia e problemi di idee // Ricerche Slavistiche. 1998-99. Т. 45-46;
- Tradizione testuale e tradizione letteraria nell’Antilogion Guarini et Poggii di Augustinus Moravus // Italia e Boemia nella карнизу del Rinascimento europeo (a cura di S. Graciotti). Firenze, 1999;
- Kasicev «Skracenii zivot sv. Ignacija iz Loiole» i njegov talijanski izvornik // Drugi Hrvatski Slavisticki Kongres. Zbornik radova. 1. Zagreb, 2001;
- Venezia nell’utopia mitico-religiosa tra Cinque — e Seicento: nei dintorni di Jacopo Brocardo // Mito e antimito di Venezia nel bacino adriatico (secoli XV—XIX) (a cura di S. Graciotti). Roma, 2001;
- Lidzbark Krasickiego: od miejsca fizycznego do przestrzeni poetyckości // Ignacy Krasicki: nowe spojrzenia. Warszawa, 2001;
- Per non morire: Stanislao Augusto e l’italia // Polonia 1795 / Venezia 1797: morte ed eredità di due repubbliche. Warszawa, 2002;
- Venezia città ideale e le città ideali del Comenio // Barocco in Italia, Barocco in Boemia: uomini, idee, forme d’arte a confronto. Roma, 2003;
- Un petrarchista dalmata quasi sconosciuto di fine Quattrocento: Paolo Paladini di Lesina // Atti e memorie della Società Dalmata di Storia Patria. Roma, 2004. Vol. 26, № 6 (соавт.);
- L’est-Europa nella storia culturale dell’Europa // Ricerche di Storia Sociale e Religiosa. 2004. № 66;
- La religione abusata nella storia dell’Europa bipartita // Il «fattore religioso» nell’Europa centro-orientale. Dimensione storica e aspetti sociali. Istituto per gli Incontri Culturali Mitteleuropei. Gorizia, 2005;
- Il petrarchista dalmata Paolo Paladini e il suo canzoniere (1496) // Società Dalmata di Storia Patria. Roma, 2005;
- Jedan gotovo nepoznat dalmatinski petrarkist: Paolo Paladini // Petrarca i petrarkizam u hrvatskoj knjizevnosti. Split, 2006;
- Slavia Orientale e Slavia Occidentale. Contenziosi ideologici e cultura letteraria // Lo spazio letterario del Medioevo, 3. Le culture circostanti. Roma, 2006. Vol. 3;
- Le doppie traduzioni nel Messale croato-raguseo Nrofiti 55 della Biblioteca Apostolica Vaticana // Slovo. 2006-07. № 56-57;
- Divagazioni (ma non troppo divaganti) sul rapporto Polonia—Europa // Pl. it, rassegna italiana di argomenti polacchi. Roma, 2007. № 1;
- Una antica fraternità di pensieri e affetti // Rzeczy minionych pamięć. Studia dedykowane Profesorowi Tadeuszowi Ulewiczowi w 90. rocznicę urodzin. Kraków, 2007;
- Chiese ortodosse e Chiesa cattolica nel Balcano slavo sottomesso all’Islam ottomano // Europa Orientalis. 2007. № 26;
- L’umanesimo nell’Europa Orientale // Studi Francesi. Torino, 2007. Т. 153.